# Shangri-La-Dialog

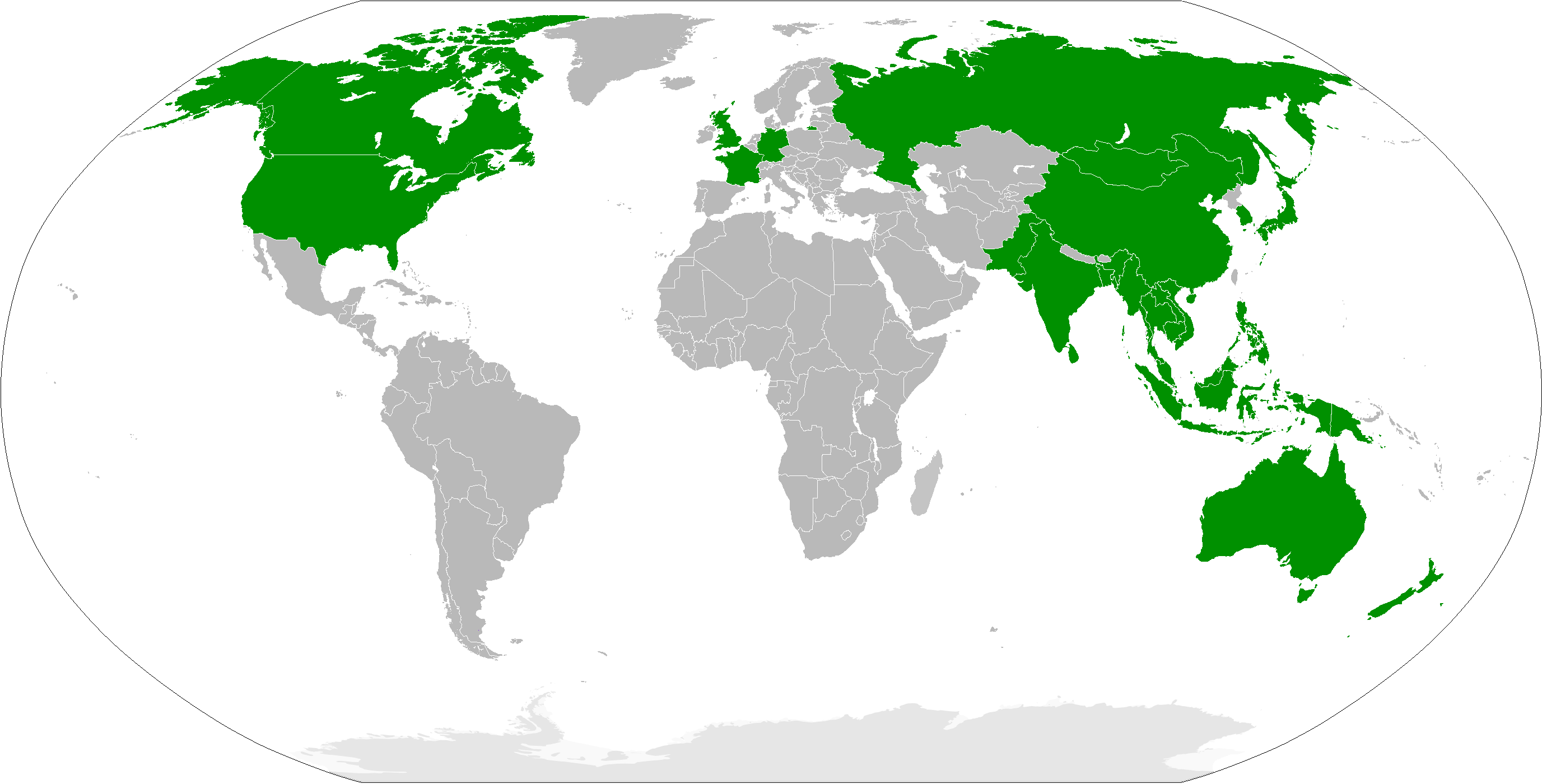
Länder, die am Shangri-La-Dialog teilnehmen (Stand 2010)

Der Shangri-La-Dialog (SLD) ist die wichtigste Sicherheitskonferenz in der Region Asien-Pazifik. Das jährlich stattfindende Treffen wird vom International Institute for Strategic Studies (IISS) organisiert, einem der weltweit bedeutendsten Thinktanks. Tagungsort und Namensgeber ist seit der ersten Veranstaltung im Jahr 2002 das Shangri-La Hotel in Singapur.
Unter den regelmäßigen Teilnehmern sind Staatspräsidenten, Spitzenpolitiker, Botschafter, hochrangige Militärs, Sicherheitsexperten, Vertreter von internationalen Organisationen, Wissenschaft und Rüstungsindustrie. Ziel der jeweils dreitägigen Gespräche ist es, einen Dialog zur Sicherheits- und Verteidigungspolitik zwischen wichtigen Akteuren in der Region zu entwickeln und zu moderieren. Als sicherheitspolitische Diskussionsplattform ist der Shangri-La-Dialog für den asiatisch-pazifischen Raum mit der Bedeutung der Münchner Sicherheitskonferenz für Europa vergleichbar.